# Pseudaegeria flavipennis
Pseudaegeria flavipennis is een vlinder uit de familie Stathmopodidae. De wetenschappelijke naam van de soort is voor het eerst geldig gepubliceerd in 1875 door Felder.